# Дом Белозёровых
Дом Белозёровых — историческое здание в Пушкине. Построен в 1890-е гг. Выявленный объект культурного наследия. Расположен на Конюшенной улице, дом 33/35, на углу с Магазейной улицей.

## История
С 1810-х гг. на участке, где сейчас находится дом, располагались одноэтажные деревянные дома. Купец А. С. Белозёров, владевший участком, в 1885 году заказал проект двухэтажного дома архитектору А. Гоману, но проект не был реализован. Архитектор нынешнего трёхэтажного дома неизвестен, возможно участие С. А. Данини. Дом построен в 1890-е гг. (в то время участком владела невестка купца М. Ф. Белозёрова), уже в 1899 году (по другим данным — в 1897) он был сдан в аренду для размещения двуклассного женского приходского училища, оно просуществовало до 1917 года. Также в доме была и одноклассная начальная мужская приходская школа. После Великой Отечественной войны дом стал жилым. В 2003—2004 гг. дом был реконструирован с полными заменой перекрытий и перепланировкой для размещения детской музыкальной школы № 45.

## Архитектура
Дом Белозёрова кирпичный, в три этажа, Г-образный в плане. Стены оштукатурены, первый этаж рустован, цоколь облицован известняком. Лицевой фасад (по Конюшенной улице) шириной в шесть осей, имеет два боковых ризалита. Угол дома подчёркнут эркером в уровне второго этажа и щипцовым завершением. Со стороны Конюшенной улицы к дому примыкает историческая кованая ограда на каменном фундаменте. Не сохранилась мансарда, видимая на старых фотографиях.